# Charles Chun
Charles S. Chun, född 28 februari 1967, är en amerikansk skådespelare som är kanske mest känd för sin roll som Dr. Wen i TV-serien Scrubs.

## Filmografi (urval)
- Scrubs (TV-serie) (2001-2010)